# Касова Гора
Ка́сова Гора́ (інша назва — Косова Гора) — західноопільський степовий резерват у складі Галицького національного природного парку; комплексна пам'ятка природи загальнодержавного значення в Україні. Розташована на північний захід від села Бовшова (Галицький район, Івано-Франківська область). 

Еколого-пізнавальна стежка «На «Касову гору»

Запланована до заповідання 1936 року за взаємною згодою Наукового Товариства імені Тараса Шевченка та Української греко-католицької церкви. У радянський час відновлена у 1975 році. Спочатку охоплювала 7 гектарів, у 1988 році охоронну зону розширено до 65 гектарів. 
Касова Гора розташована в межах Бурштинського Опілля, на кількох пагорбах (максимальна висота — 334,7 м), які прилягають до Бурштинського водосховища (див. Бурштинська ТЕС). 
Науковці стверджують, що тут збереглися деякі види рослин кінця третинного періоду. 
На заповідній території росте понад 300 видів рослин. Серед них рідкісні реліктові види — астрагал данський, аспарагус звичайний, вівсюнець Бессера, осока низька, жовтець Запаловича, горицвіт весняний, сон чорніючий, сон великий, півники угорські, конюшина червонувата, волошка тернопільська, чебрець одягнений, біла анемона, сугайник довголистий, мигдаль низький. Тут збереглися унікальні угруповання ковили: ковила найкрасивіша і ковила довголиста. Близько десяти видів рослин занесено до Червоної книги України.
В лісі, що розкинувся між горою й водосховищем ростуть черешні, кизил, глід, калина, терен, шипшина. 
З вершин Касової Гори відкриваються чудові краєвиди — видно Дністер, придністровську долину, Галич, Більшівці, навколишні села та Бурштинське водосховище.
У 2010 році Касова гора увійшла до складу Галицького національного природного парку.